# Margaret Rule
Dr. Margaret Helen Rule (Buckinghamshire, 27 de setembro de 1928 –  9 de abril de 2015) foi uma arqueóloga britânica. Ela é mais notável por seu envolvimento com o projeto que escavou e levantou o navio de guerra Tudor Mary Rose em 1982.

## Primeiros anos
Rule (nascida Martin) nasceu em Buckinghamshire em 27 de setembro de 1928. Ela estudou química na Universidade de Londres.
Rule mudou para uma carreira em arqueologia, onde, inicialmente, ajudou a evacuar locais de bombas em Londres após a Segunda Guerra Mundial.

## Carreira

### Palácio romano de Fishbourne
Na década de 1960, Rule ajudou na descoberta, escavação e, finalmente, tornou-se a primeira curadora do Palácio Romano de Fishbourne, perto de Chichester West Sussex. A regra, posteriormente, foi essencial para transformar o local em uma atração turística viável.

### Mary Rose
Rule ainda era a curadora do Palácio Romano de Fishbourne quando começou seu trabalho em arqueologia marítima. Rule ajudou o colega arqueólogo marinho Alexander McKee na década de 1960, onde foi consultada na busca inicial pelos destroços do navio de guerra do rei Henrique VIII, intitulado Mary Rose, no solent, devido à sua reputação local como arqueóloga terrestre. Aqui foi fundado o Comitê Mary Rose de 1967 e, mais tarde, formalizado como Mary Rose Trust em 1979.
Durante esse tempo, Rule aprendeu a mergulhar com a filial de Southampton do British Sub Aqua Club para supervisionar e trabalhar no naufrágio por conta própria. Rule desempenhou um papel fundamental tanto na publicidade quanto na campanha de apoio fanático para criar a Mary Rose.
Uma adição notável à equipe de mergulhadores sob a liderança de Rule foi Carlos, Príncipe de Gales. Sua Alteza Real permanece presidente do Mary Rose Trust até hoje.
O Mary Rose foi levantado em 11 de outubro de 1982 com Rule presente no guindaste flutuante Tog Mor. Isso foi visto na TV ao vivo em todo o mundo por cerca de 60 milhões de telespectadores.

### Outras contribuições notáveis
Rule contribuiu continuamente para a arqueologia marítima, auxiliando na aprovação da Lei de Proteção de Naufrágios em 1973. Em 1974, Rule tornou-se membro do Comitê Consultivo formado para revisar todos os pedidos ao Departamento de Comércio para designar um 'local de naufrágio protegido'.
Em março de 1982, Rule visitou Adelaide, na Austrália Meridional, como orador principal da Segunda Conferência do Hemisfério Sul sobre Arqueologia Marítima. Durante a Conferência, ela visitou o porto histórico de Morgan em Murray River e mergulhou com membros da Society for Underwater Historical Research (SUHR) em um projeto para registrar e recuperar itens do leito do rio ao lado do enorme cais da cidade.
Desde 2012, Rule trabalhou em estreita colaboração com a Maritime Heritage Foundation, como Presidente do seu Comité Científico Consultivo.

## Doença e morte
Rule vivia com doença de Parkinson e artrite em seus últimos anos de vida. Ela morreu em 9 de abril de 2015, aos 86 anos.

## Obituários
- British Sub Aqua Club – Tributes paid to Dr Margaret Rule, lead archaeologist of the Mary Rose. Segunda-feira, 13 de abril de 2015.
- Isabel Berwick, Financial Times – Margaret Rule, archaeologist, 1928–2015. Sexta-feira, 17 de abril de 2015.
- Peter Marsden, The Guardian – Archaeologist responsible for raising the wreck of the Mary Rose, Henry VIII's flagship, from the seabed. Quinta-feira, 16 de abril de 2015.
- Matthew Bannister, Last Word, BBC Radio 4 – Margaret Rule was the archaeologist who supervised the raising of Henry VIII's flagship, the Mary Rose from the seabed under the waters of the Solent. Sexta-feira, 24 de abril de 2015.
- Rosemary E Lunn, X-Ray Magazine – 'Margaret Rule 1928 – 2015. Sexta-feira, 29 de abril de 2015.

## Honrarias
Ela foi nomeada Comandante da Ordem do Império Britânico. Em 1995, o Museu Marítimo Nacional concedeu-lhe a Medalha Caird. Em 2001, a Universidade de Portsmouth nomeou um novo bloco de acomodação estudantil com 342 leitos, Margaret Rule Hall, em homenagem a ela. Em 2008, ela foi premiada com o Prêmio Colin Mcleod por "Promover a cooperação internacional no mergulho" pelo British Sub Aqua Club.